# Saruba Colley
Saruba Colley (Sibanor, 5 febbraio 1989) è un'ex velocista gambiana.
Colley ha esordito in ambito internazionale ai Giochi del Commonwealth in India nel 2010. Successivamente ha fatto parte della delegazione gambiana ai Giochi panafricani in Mozambico nel 2011 e ai Campionati africani in Benin l'anno successivo. Nel 2012, inoltre, è stata parte dell'esiguo gruppo gambiano, insieme a Suwaibou Sanneh, di soli due atleti ai Giochi olimpici di Londra 2012, fermandosi in batteria dopo aver passato il turno preliminare.

## Palmarès
| Anno | Manifestazione          | Sede        | Evento      | Risultato  | Prestazione | Note |
| ---- | ----------------------- | ----------- | ----------- | ---------- | ----------- | ---- |
| 2010 | Giochi del Commonwealth | Nuova Delhi | 100 m piani | Batteria   | 12"37       |      |
| 2010 | Giochi del Commonwealth | Nuova Delhi | 200 m piani | Batteria   | 25"52       |      |
| 2011 | Giochi panafricani      | Maputo      | 100 m piani | Batteria   | 12"39       |      |
| 2011 | Giochi panafricani      | Maputo      | 200 m piani | Semifinale | 25"54       |      |
| 2012 | Campionati africani     | Porto-Novo  | 100 m piani | Semifinale | 12"18       |      |
| 2012 | Campionati africani     | Porto-Novo  | 200 m piani | Semifinale | 24"90       |      |
| 2012 | Giochi olimpici         | Londra      | 100 m piani | Batteria   | 12"06       |      |